# Charles J. Faulkner

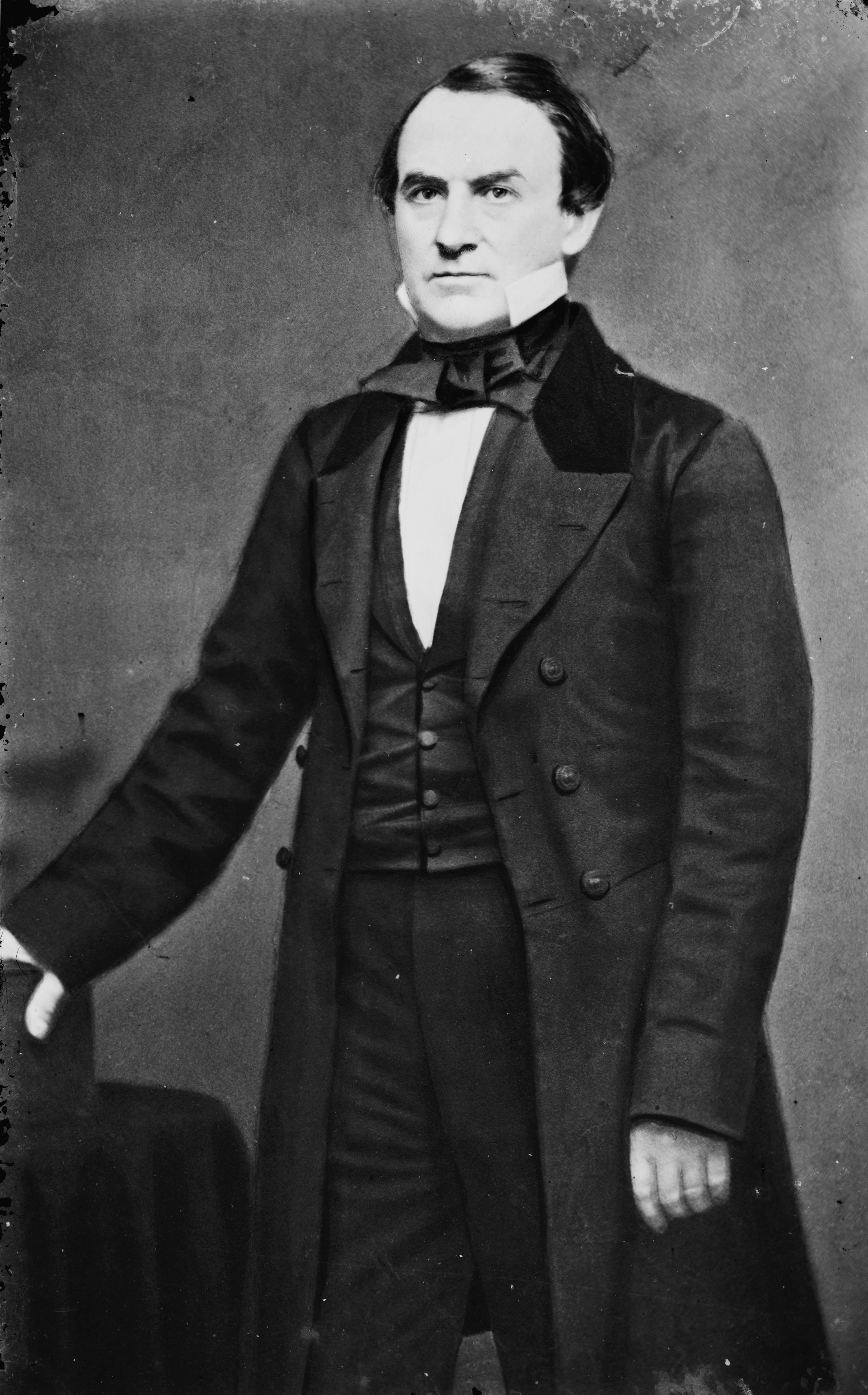
Charles J. Faulkner

Charles James Faulkner (* 6. Juli 1806 in Martinsburg, Virginia; † 1. November 1884 ebenda) war ein US-amerikanischer Politiker. Zwischen 1851 und 1853 vertrat er den zehnten und von 1853 bis 1859 den achten Wahlbezirk des Bundesstaates Virginia im US-Repräsentantenhaus. Von 1875 bis 1877 war er dort der Vertreter des zweiten Wahlbezirks von West Virginia. Außerdem fungierte er von 1859 bis 1861 als US-Botschafter in Frankreich.

## Werdegang
Charles Faulkner wurde 1806 in Martinsburg geboren, das damals noch Teil von Virginia war, seit der Gründung von West Virginia im Jahr 1863 aber dem neuen Staat angehört. Bis 1822 studierte er an der Georgetown University in Washington. Nach einem anschließenden Jurastudium und seiner im Jahr 1829 erfolgten Zulassung als Rechtsanwalt begann er in seinem neuen Beruf zu arbeiten. In den Jahren 1829 bis 1834 sowie von 1848 bis 1849 war er Abgeordneter im Repräsentantenhaus von Virginia.
Faulkner wurde zunächst Mitglied der Whig Party. Zwischen 1838 und 1842 gehörte er dem Senat von Virginia an. Faulkner war auch in einer Kommission, die die strittigen Grenzfragen zwischen den Staaten Virginia und Maryland regelte. 1850 wurde er als Whig-Kandidat im zehnten Distrikt von Virginia in das Repräsentantenhaus in Washington gewählt. Dort trat er am 4. März 1851 sein neues Mandat an. Während dieser Legislaturperiode wechselte Faulkner zur Demokratischen Partei über. Für diese wurde er 1852 im achten Distrikt von Virginia in den Kongress gewählt, wo er am 4. März 1853 Alexander Holladay ablöste. Nach zwei Wiederwahlen in den Jahren 1854 und 1856 konnte er bis zum 3. März 1859 im Kongress verbleiben. Dort war er seit 1857 Vorsitzender des Ausschusses für militärische Angelegenheiten. Diese Zeit wurde von den heftigen Diskussionen um die Sklaverei und dem Gegensatz zwischen den Nord- und den Südstaaten überschattet.
Nach dem Ende seiner Zeit im Kongress wurde Charles Faulkner von US-Präsident James Buchanan zum Botschafter in Frankreich ernannt. Dieses Amt übte er bis zum August 1861 aus. Inzwischen hatte in Amerika der Bürgerkrieg begonnen. Nach seiner Rückkehr wurde er umgehend verhaftet, weil er in Paris Waffenverkäufe an die Konföderierten Staaten ausgehandelt hatte. Später wurde er dann gegen den Kongressabgeordneten Alfred Ely aus dem Staat New York, der in konföderierte Kriegsgefangenschaft geraten war, ausgetauscht und in die Südstaaten abgeschoben. Faulkner wurde Mitglied der Armee der Konföderierten und diente dort unter anderem im Stab von General Thomas „Stonewall“ Jackson.
Nach dem Krieg ließ er sich in dem 1863 neu gegründeten Staat West Virginia nieder, zu dem auch seine Heimatstadt Martinsburg gehörte. In dieser Zeit stieg Faulkner auch in das Eisenbahngeschäft ein. Im Jahr 1872 war er Mitglied einer Kommission zur Überarbeitung der Verfassung von West Virginia. 1874 wurde er im zweiten Distrikt von West Virginia in den Kongress in Washington gewählt, wo er am 4. März 1875 den Republikaner John Hagans ablöste. Bis zum 3. März 1877 absolvierte er dort aber nur eine Legislaturperiode.
Nach dem endgültigen Ende seiner Zeit im Kongress arbeitete Faulkner wieder als Rechtsanwalt. Er starb im Jahr 1884 auf seinem Familiensitz „Boydville“ bei Martinsburg. Dort fand er auch seine letzte Ruhestätte. Charles Faulkner war mit Mary Wagner Boyd verheiratet. Sein Sohn Charles (1847–1929) vertrat zwischen 1887 und 1899 den Staat West Virginia im US-Senat.